# 밀로틱
밀로틱은 3세대의 처음 등장한 포켓몬이다.

### 해설
가장 아름다운 포켓몬으로 불리며 많은 예술가에게 영감을 주고 있다. 맑은 호수 바닥에 살고 전쟁이 일어나면 나타나 사람들의 마음을 치유한다. 몸이 핑크빛으로 반짝이면 거칠어진 마음을 치유하는 파동을 내보내고 아름다운 비늘은 보는 방향에 따라 색이 변한다.

### 배우는 기술
드래곤테일, 신비의부적, 비바라기

## 빈티나

### 해설
더러운 물이라도 아무렇지 않은 터프한 포켓몬. 추레하고 초라해서 인기는 없다. 하지만, 생명력은 굉장해서. 연구대상이 되고 있다. 무엇이든 먹을 수 있고 수초가 많은 강바닥에 모여산다.

### 배우는 기술
튀어오르기, 몸통박치기, 바둥바둥

## 애니메이션에서의 등장
포켓몬스터 W